# Dempsey Bryk
Dempsey Bryk (New York, 29 agosto 1996) è un attore statunitense naturalizzato canadese.

## Biografia
Bryk è nato il 29 agosto 1996, figlio dell'attore Greg Bryk e dell'interior designer Danielle Nicholas Bryk. Ha due fratelli minori, Billy ed Ella.
Ha frequentato la Neighborhood Playhouse School of the Theatre di New York dopo aver lasciato la Ivey Business School della University of Western Ontario.

## Filmografia

### Cinema
- The Silence, regia di John R. Leonetti (2019)
- Marlene, regia di Wendy Hill-Tout (2020)
- The Fight Machine, regia di Andrew Thomas Hunt (2022)
- Il miracolo di Sharon (Ordinary Angels), regia di Jon Gunn (2024)[4]

### Televisione
- Mary Kills People – serie TV, 2 episodi (2017)
- Saving Hope – serie TV, episodio 5x18 (2017)
- Black Mirror – serie TV, episodio 4x02 (2017)
- Heartland – serie TV, 18 episodi (2017-2019)
- Ransom – serie TV, episodio 4x02 (2018)
- Jett – serie TV, episodio 1x03 (2019)
- Timeline – serie TV, 4 episodi (2019)
- V Wars – serie TV, 2 episodi (2019)
- The Birch – serie TV, 12 episodi (2019-2021)[5]
- Hudson & Rex – serie TV, episodio 3x16 (2021)
- Coroner – serie TV, 3 episodi (2021)
- Willow – serie TV, 5 episodi (2022-2023)[6][7]
- Saint-Pierre – serie TV, 2 episodi (2025)
- Going Dutch – serie TV, 8 episodi (2025)